# SDSS J115700.50+061105.2
SDSS J115700.50+061105.2 ist ein Brauner Zwerg im Sternbild Virgo. Er gehört der Spektralklasse T1.5 an.